# Schneckenlohe
Schneckenlohe település Németországban, azon belül Bajorországban. Lakosainak száma 1001 fő (2023. december 31.).

## Népesség
A település népessége az elmúlt években az alábbi módon változott:
| Lakosok száma | 1257 | 667  | 1109 | 1120 | 1101 | 1076 | 1044 | 1028 | 1008 | 1001 |
|               | 1970 | 1975 | 2011 | 2012 | 2014 | 2015 | 2017 | 2019 | 2022 | 2023 |